# 宇佐飴

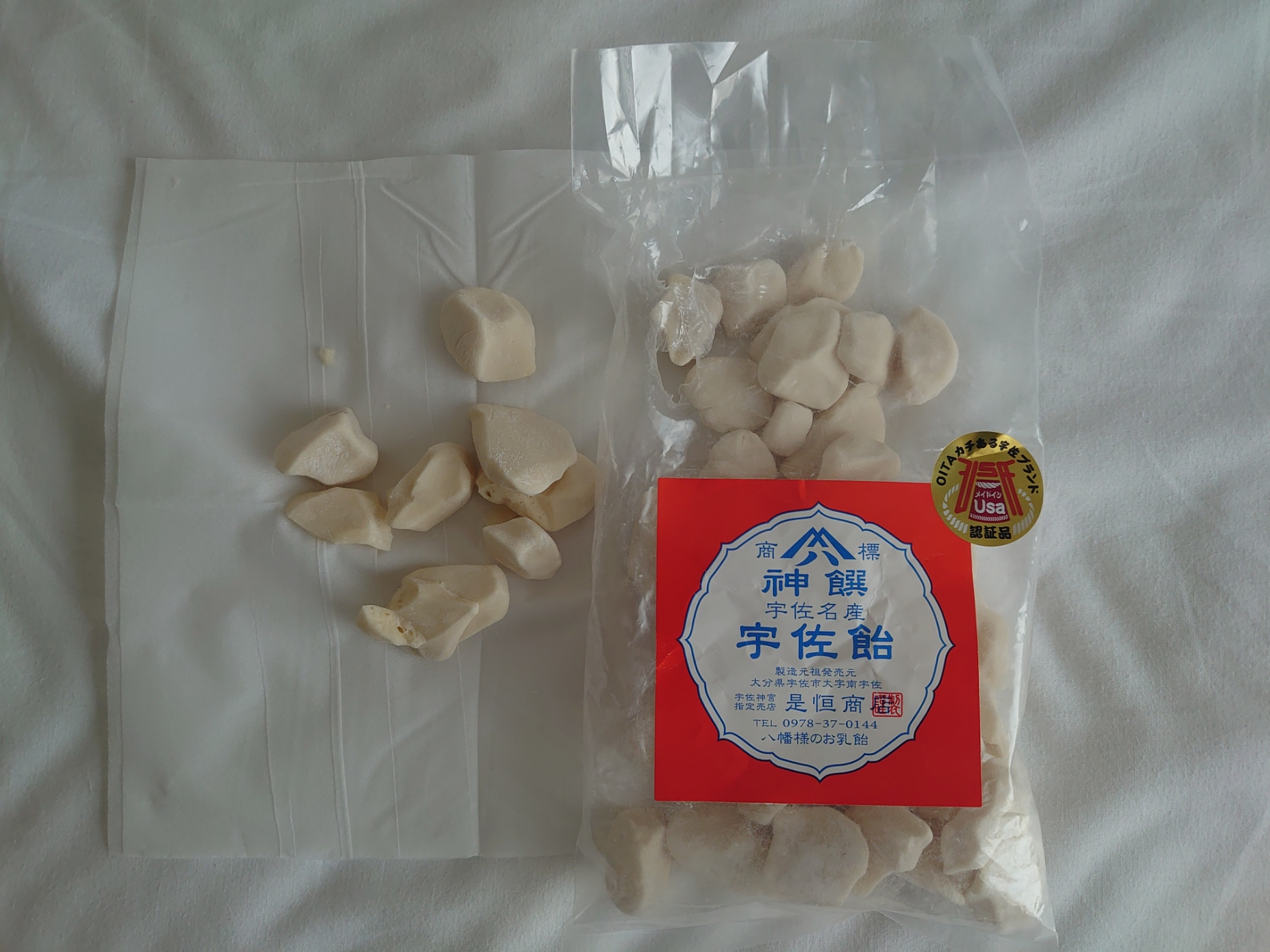
宇佐飴

宇佐飴（うさあめ）は、大分県宇佐市にある宇佐神宮名物の土産菓子で、麦芽ともち米で作った水飴を練った飴である。
古代から作られているとされ、宇佐神宮の祭神である神功皇后が、同じく祭神である皇子の応神天皇（八幡大神）を育てる際に、母乳の代わりに与えた御乳飴であるとする由緒が伝えられている。
かつては宇佐神宮の参道にある仲見世商店街のほぼ全店にあたる約20店舗で手作りされていたが、手間がかかることや、作り手の高齢化等のため、現在は3店が機械で製造しているのみで、販売する店舗も10軒程度となっている
宇佐神宮の近隣にある宇佐市立宇佐小学校では、2013年から地域文化学習として宇佐飴の手作りの体験を行っている。